# 루블린 연합

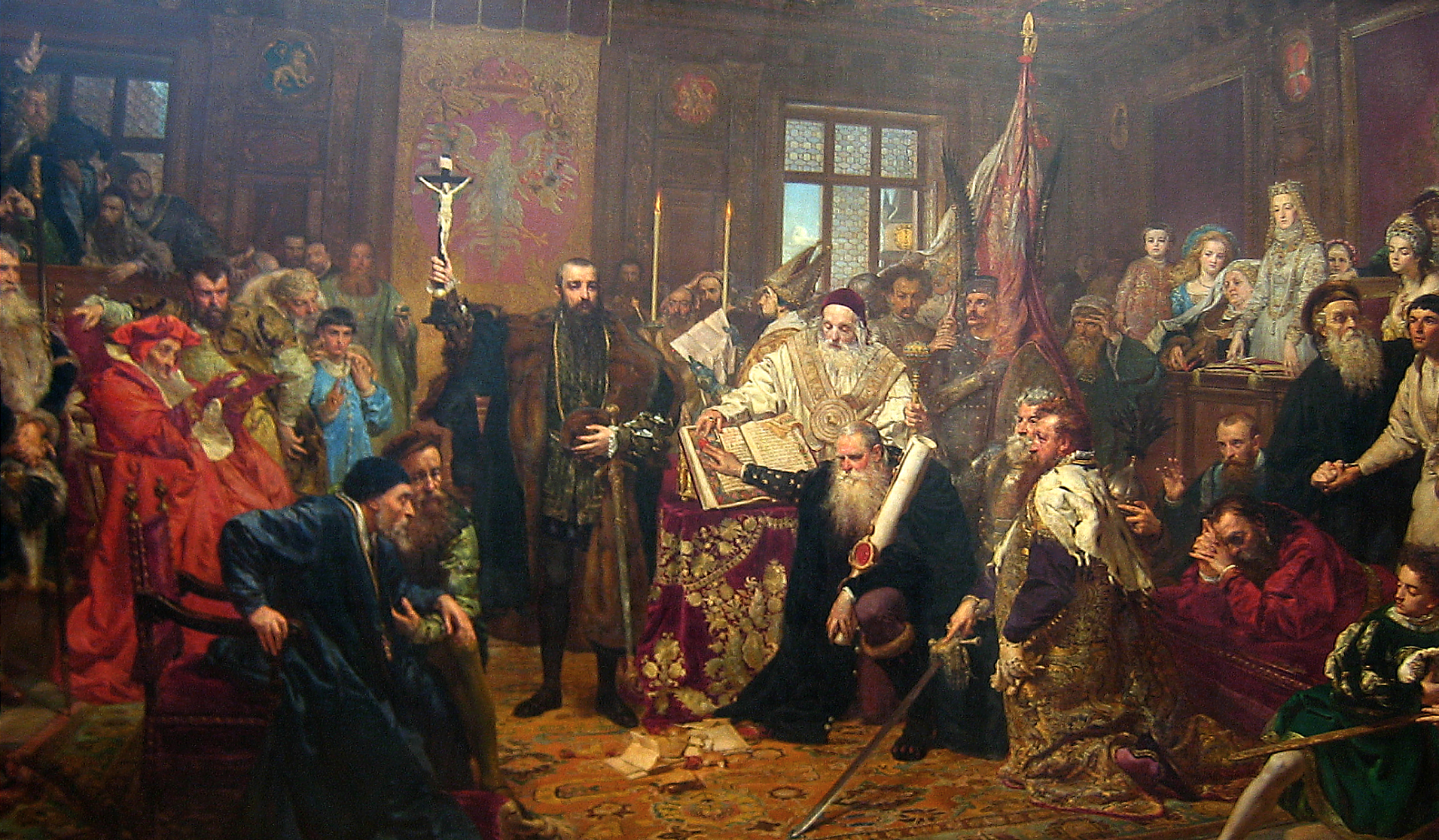
얀 마테이코의 그림에서 묘사된 루블린 연합

루블린 연합(폴란드어: Unia lubelska, 리투아니아어: Liublino unija) 또는 루블린 합병은 1569년 7월 1일 폴란드 루블린에서 폴란드-리투아니아 연방의 수립을 선언한 사건이다. 이 연합에 따라 폴란드 왕국 왕관령과 리투아니아 대공국의 동군연합은 폴란드-리투아니아 연방이라는 단일 국가가 되었고 폴란드의 국왕이자 리투아니아의 대공이었던 지그문트 2세가 폴란드-리투아니아 연방의 국왕으로 즉위하게 된다.
폴란드-리투아니아 연방은 폴란드 왕국과 리투아니아 대공국 간의 동맹, 동군연합을 단일 국가로 전환한 혁명적인 조치였다. 또한 러시아 차르국을 경계하고 있던 리투아니아 대공국의 관점에서 폴란드 왕국과의 단일 국가 수립은 필수적이었다.
폴란드-리투아니아 연방은 폴란드와 리투아니아 양국이 서로 다른 법률, 군대, 국고, 각료, 행정 제도 등을 유지했지만 귀족 계급인 슐라흐타(Szlachta)가 지배하고 있던 단일 입법부인 세임(Sejm)을 소유했고 하나뿐인 국왕을 선거를 통해 선출하는 선거군주제 방식을 채택했다. 또한 영지를 소유한 모든 귀족이 법적으로 평등했고 수많은 여러 가지 특권을 가졌는데 이를 황금의 자유라고 부르기도 한다. 폴란드-리투아니아 연방의 선거군주제는 1795년 폴란드 분할로 인해 폴란드-리투아니아 연방이 소멸될 때까지 계속되었다.

## 같이 보기
- 케다이냐이 합병